# Долговичи
Долговичи (бел. Доўгавічы) — деревня в Мстиславском районе Могилёвской области Белоруссии. Входит в состав Ракшинского сельсовета.

## География
Деревня находится в восточной части Могилёвской области, в пределах Оршанско-Могилёвской равнины, преимущественно на левом берегу реки Кошанки, на расстоянии примерно 25 километров (по прямой) к западу-юго-западу (WSW) от Мстиславля, административного центра района. Абсолютная высота — 199 метров над уровнем моря.

## История
В конце XVIII века деревня входила в состав Могилёвской экономии Великого княжества Литовского.
Согласно «Списку населенных мест Могилёвской губернии» 1910 года издания населённый пункт являлся центром Долговичского сельского общества Долговичской волости Чериковского уезда Могилёвской губернии. Имелось 135 дворов и проживало 727 человек (370 мужчин и 357 женщин).
До 2017 года Долговичи являлись центром ныне упразднённого Долговичского сельсовета.

## Население
По данным переписи 2009 года, в деревне проживал 261 человек.